# 울산 북구청장
울산 북구청장은 울산광역시 북구의 구청장이다.

## 역대 구청장
| 대수     | 이름           | 임기                            | 비고 |
| -------- | -------------- | ------------------------------- | ---- |
| 권한대행 | 황성환(黃盛煥) | 1997년 7월 15일~1998년 6월 30일 |      |
| 초대     | 조승수(趙承洙) | 1998년 7월 1일~2002년 6월 30일  |      |
| 2대      | 이상범(李象範) | 2002년 7월 1일~2006년 5월 24일  |      |
| 3대      | 강석구(姜錫求) | 2006년 7월 1일~2010년 6월 30일  |      |
| 4대      | 윤종오(尹種五) | 2010년 7월 1일~2014년 6월 30일  |      |
| 5대      | 박천동(朴千東) | 2014년 7월 1일~2018년 6월 30일  |      |
| 6대      | 이동권(李東權) | 2018년 7월 1일~2022년 6월 30일  |      |
| 7대      | 박천동(朴千東) | 2022년 7월 1일~                 | 재선 |